# Matt Besler
Matthew Scott Besler (født d. 11. februar 1987) er en amerikansk tidligere professionel fodboldspiller, som spillede som forsvarsspiller i sin karriere.

## Klubkarriere

### Sporting Kansas City
Besler blev draftet af Kansas City Wizards, senere omdøbt til Sporting Kansas City, ved draften i 2009. Besler etablerede sig hurtigt som en af de bedste forsvarsspillere i ligaen, og blev i 2012 kåret til ligaens bedste forsvarsspiller.
Efter at Jimmy Nielsen var gået på pension, blev Besler valgt som Sporting KC's nye anfører i 2014.
Efter 2020 sæsonen annoncerede Sporting KC, at de ikke ville forlænge Beslers kontrakt, og han forlod dermed klubben. Hans 348 kampe for klubben er flere end nogen anden spiller i klubbens historie.

### Austin FC
Besler skiftede i januar 2021 til Austin FC. Besler annoncerede efter 2021 sæsonen, at han gik på pension.

## Landshold
Besler debuterede for USA's landshold den 29. januar 2013.

## Titler
Sporting Kansas City
- Lamar Hunt U.S. Open Cup: 3 (2012, 2015, 2017)
- MLS Cup: 1 (2013)

USA
- CONCACAF Gold Cup: 2 (2013, 2017)

Individuelle
- MLS Årets forsvarsspiller: 1 (2012)
- MLS Årets hold: 2 (2012, 2013)
- MLS All-Star: 4 (2011, 2013, 2014, 2015)